# Mannica delikatna
Mannica delikatna (Puccinellia capillaris (Lilj.) Jansen.) – gatunek roślin z rodziny wiechlinowatych (Poaceae). Takson ten występuje w Skandynawii, na Wyspach Brytyjskich, w Holandii i na wybrzeżach krajów bałtyckich. Według nowszych ujęć taksonomicznych Puccinellia capillaris (Lilj.) Jansen. jest synonimem mannicy odstającej (Puccinellia distans (Jacq.) Parl.).

## Zagrożenia
Roślina umieszczona na Czerwonej liście roślin i grzybów Polski (2006) w grupie gatunków rzadkich, potencjalnie zagrożonych (kategoria zagrożenia R). W wydaniu z 2016 roku otrzymała kategorię DD (stopień zagrożenia nie może być określony).